# Georg Friedrich Kempter
Georg Friedrich Kempter (* 12. Juli 1936 in Winterbach, Remstal) ist ein deutscher Kunsthistoriker und Denkmalpfleger.

## Leben
Nach einer Schreiner- und Kaufmannsausbildung studierte er Philosophie, Kunstgeschichte und Klassische Archäologie in München, Paris und Rom. 1969 wurde er in München promoviert. Er war 31 Jahre lang Denkmalpfleger.
Er ist Vorsitzender der Gesellschaft für Natur und Kunst im Schlossgarten Engelberg und Mitglied im Komitee der Stauferfreunde. Seit 2013 ist er der Repräsentant der Amitiés Internationales André Malraux.

## Schriften
- Dokumente zur französischen Malerei in der ersten Hälfte des 19. Jahrhunderts. Dissertation München 1969.
- mit Kurt Gayer, Heinz Krämer: Die Villa Reitzenstein und ihre Herren: die Geschichte des baden-württembergischen Regierungssitzes. Stuttgart 1988, ISBN 3-87181-257-9.
- Erlebter Mythos. Reihe Lebensformen. Band 40, Freiburg 2006, ISBN 3-8255-0629-0.
- Die Erde – Ein lebendiges Wesen?  Ein Essay. Freiburg 2011, ISBN 978-3-86226-019-5.
- Erlebte Architektur. Gedanken und Erinnerungen eines Denkmalpflegers. Freiburg 2012, ISBN 978-3-86226-109-3.